# Failure reporting, analysis and corrective action system
FRACAS, Failure reporting, analysis and corrective action system, (ungefär Felrapportering, analys och förbättring) är en metod för förbättring av prestanda, till exempel: tillförlitlighet eller funktionssäkerhet i ett komplext system som till exempel i flygplan, tåg eller kärnkraftverk. Se standard för funktionssäkerhetstillväxt. Felrapportering görs genom att samla in rapporter på inträffade fel samt kategorisera rapporterna. Analys görs genom att felrapporterna undersöks och prioriteras med avseende på betydelse. Förbättring åstadkoms genom att utreda grundorsaken till de prioriterade felens uppkomst, ta fram åtgärder för förbättring samt att genomföra åtgärderna. 
Åtgärdernas effektivitet verifieras med analys av inträffade fel med tillhörande reparationer. Om åtgärden lett till önskat resultat avslutas utredningen. Om bristande effektivitet erhålles behöver man söka annan grundorsak och genomföra andra förbättringsåtgärder. Komplicerade system som till exempel flygplans, tågs, eller kärnkraftverks prestanda (tillförlitlighet eller funktionssäkerhet) behöver ofta vid idrifttagning förbättras tills önskad nivå nåtts. Under drift (till exempel i flera år) sjunker ofta prestanda, varvid FRACAS används för att mäta prestanda och bibehålla eller nå önskade prestanda.

## Felrapportering

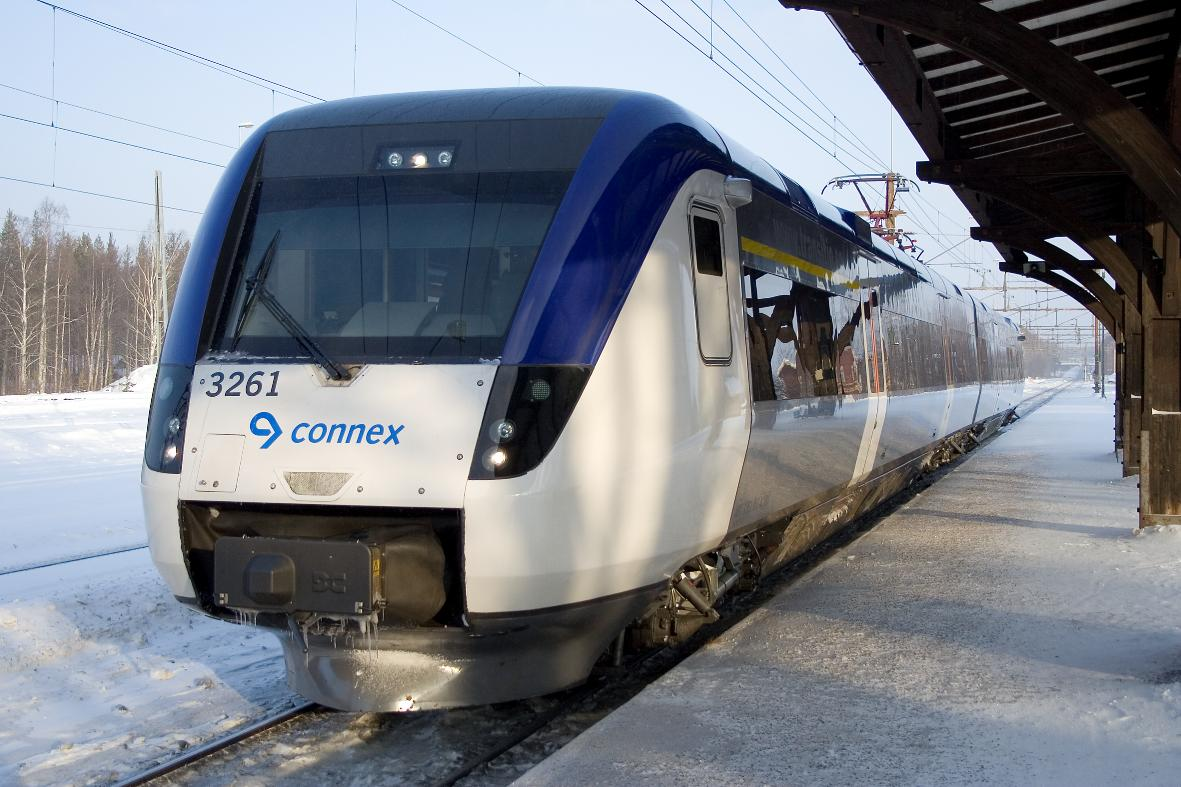

Fel som inträffar under drift av tekniska system behöver repareras (ofta i en verkstad). Felets symptom, indikering och lokalisering noteras tillsammans med genomförd reparation, använda reservdelar, förbrukad tidsåtgång med mer i ett underhållssystem. Fel och reparationsrapporter kategoriseras genom systemindelning, plats för komponent som bytts ut och artikelnummer.
Ett fel är en förlust av en funktion. Funktioner som utförs av ett system analyseras i en felmods- och feleffektsanalys FMEA. Förlust av en funktion medför ett fel. Om felet är uppenbart visar det sig visuellt, med ljud, vibrationer eller indikeras på en display. Fel kan också vara dolda en längre tid, men visa sig under vissa betingelser. Exempel: I en FMEA för ett tåg noteras en funktion, som är att lysa upp framför tåget när det är mörkt. Ett felsätt (en felmod) för denna funktion är att en halvljuslampa går sönder. Detta upptäcker föraren vid en inspektionsrunda i samband med uppstart av tåget. Felet noteras och ett verkstadsbesök planeras in snarast för byte av den trasiga lampan. Byte av lampan noteras i underhållssystemet.
Underhållssystem med fel och reparationsdata innehåller ofta en oerhörd mängd data. För vidare analys är kvalitet i dessa data mycket viktigt. Det finns speciella system för FRACAS som underlättar kvalitetskontrollen av data. Om sådant användes behövs en dataexport från underhållssystemet till FRACAS-systemet.

## Analys
Analys av fel och reparationsdata har till uppgift att ta fram underlag för prioritering och val av kommande förbättringar. Därvid behövs information om drifttid eller körd sträcka. Ingående parametrar är hur ofta felen uppträder, felens konsekvenser för driften och kostnaden för reparation. Mätetalet för funktionssäkerhet är ofta MTBF, fel per miljon drifttimmar eller fel per miljon körda kilometer. En framgångsrik metod att presentera prioriteringen är att använda paretodiagram, se paretoprincipen. 
Om det till exempel visar sig att frontlamporna (glödlampor för halvljus) i tågen byts ofta, och att det medför onödigt många verkstadsbesök, kan det vara aktuellt att prioritera framtagandet av en lösning på det problemet.

## Förbättring
Förbättring av prestanda åstadkommes genom att genomföra förbättringsåtgärder. Förbättringsåtgärder går ofta ut på att konstruera om systemet och byta ut en komponent som ofta behöver repareras mot en komponent som är mer tillförlitlig. Det kan också vara förbättrad dokumentation, till exempel driftinstruktioner eller underhållsinstruktioner, eller förbättrad utbildning av personal som sköter systemet.
Först måste grundorsaken till felens uppkomst klarställas. Ett utmärkt hjälpmedel är att använda  rotfelsanalys (på engelska: Root cause analysis). När grundorsaken är fastställd, ska man föreslå förbättringsåtgärder, gärna flera och sedan välja det som är mest effektivt med hänsyn till kostnad och förväntad grad av förbättring i prestanda. 
När det gäller vårt exempel med hög felfrekvens på frontlampor till tåg kan orsaken till exempel vara spänningsspikar i kraftmatningen och då behöver den byggas om för att spänningen ska stabiliseras. Ett alternativ kan vara att byta glödlampor till en typ som tål aktuella spänningsspikar.
Den beslutade förbättringsåtgärden ska genomföras, vilket ofta innebär omkonstruktion, specifikation av nya komponenter, inköp av komponenter och planering av ombyggnad av systemet. Systemet, till exempel tåg byggs om ett i taget och det kräver avställning med åtföljande otillgänglighet och tid i verkstad. Ombyggnaden av alla tåg kan bli mycket tidskrävande.

## Uppföljning av förbättringsåtgärdens effektivitet
En förväntad ökning av prestanda följs upp. Om det till exempel gäller höjd funktionssäkerhet ska inträffade fel och gjorda reparationer följas upp. Härvid studeras både totalflödet av inträffade fel och speciellt nya inträffade fel från den komponent som bytts (i exemplet ovan frontbelysningen i tåget). Man förväntar sig att felen ska upphöra. Införandet av förbättringen i hela flottan med tåg tar tid, det kan röra sig om flera månader eller kanske ett år. Då kan man inte förvänta sig att alla fel upphör. Den förväntade förbättringen gäller endast för ombyggda tåg.
Visar det sig att felflödet för frontlamporna sjunker eller helt försvinner är problemet löst och ärendet kan avslutas. Visar det sig däremot att felen fortsätter att uppträda har man inte åtgärdat grundorsaken till problemet och ny analys för att fastställa den verkliga grundorsaken ska påbörjas. Detta är inte ovanligt för komplexa system.

## Funktionssäkerhetstillväxt och verifiering
Om problemet var funktionssäkerhet (engelska: reliability) och åtgärderna att lösa problemen var framgångsrika uppträder en funktionssäkerhetstillväxt (engelska: reliability growth). Vid utveckling av nya komplicerade system som till exempel flygplan, tåg, eller kärnkraftverk eller nya delsystem bör man ha en uppfattning om förväntad funktionssäkerhet och en plan för att nå den. Kunden ställer ofta krav på funktionssäkerhet, som ska verifieras i drift. Mätetalet för funktionssäkerhet är ofta MTBF, fel per miljon drifttimmar eller fel per miljon körda kilometer. Funktionssäkerheten mäts enligt ett definierat sätt som framgår av kontraktet. För att nå den bör man skapa ett program för funktionssäkerhetstillväxt.  Detta program ska följas under hela projektet fram till och med godkänd verifiering.

## FRACAS i användning
FRACAS-processen används i Sverige av bland andra militära organisationer, t.ex. Försvarets materielverk FMV, inom järnvägsbranschen till exempel Bombardier Transportation eller för kärnkraftverk. Först gäller det att nå en acceptabel funktionssäkerhet, sedan i det långa loppet gäller det att upprätthålla en acceptabel funktionssäkerhet.

## Historia
FRACAS-metoden utvecklades av Amerikansk försvars- och flygindustri under 1970-talet.  
Den ursprungliga och mycket kompletta amerikanska militära standarden för FRACAS kom 1985.  
Metoden går ut på att samla in data om systematiska fel, ledning av processen med analys och genomförande av förbättringsåtgäder.

## Standardisering
Standardisering görs i Sverige av SEK Svensk elstandard i arbetsgruppen  TK56 Tillförlitlighet, som är den svenska nationella kommittén för IEC TC56.